# Didymoglossum mosenii
Didymoglossum mosenii är en hinnbräkenväxtart som först beskrevs av Carl Axel Magnus Lindman, och fick sitt nu gällande namn av Edwin Bingham Copeland. Didymoglossum mosenii ingår i släktet Didymoglossum och familjen Hymenophyllaceae. Inga underarter finns listade.